# Anolis utilensis
Espèce
Synonymes
- Norops utilensis Köhler, 1996

Anolis utilensis est une espèce de sauriens de la famille des Dactyloidae. 

## Répartition
Cette espèce est endémique d'Útila dans les îles de la Bahía au Honduras.

## Étymologie
Son nom d'espèce, composé de util[a] et du suffixe latin -ensis, « qui vit dans, qui habite », lui a été donné en référence au lieu de sa découverte, Útila.

## Publication originale
- Köhler, 1996 : A new species of anole of the Norops pentaprion group from Isla de Utila, Honduras (Reptilia: Sauria: Iguanidae). Senckenbergiana Biologica, vol. 75, no 1/2, p. 23-31.